# Missing... Presumed Having a Good Time
Missing... Presumed Having a Good Time es primer y único álbum de estudio del grupo británico Notting Hillbillies. Grabado y publicado en 1990. La mayoría de las canciones son clásicos de la música country; exceptuando Your Own Sweet Way, Will You Miss Me y That's Where I Belong que fueron compuestas para este álbum por Mark Knopfler, Steve Phillips y Brendan Crocker respectivamente. Como cara-B del sencillo Feel Like Going Home se publicó la canción Lonesome Wind Blues, que no se encuentra en el álbum. 

## Canciones
1. Railroad Worksong (5:27)
2. Bewildered (2:35)
3. Your Own Sweet Way (4:30)
4. Run Me Down (2:23)
5. One Way Gal (3:08)
6. Blues Stay Away from Me (3:49)
7. Will You Miss Me (3:49)
8. Please Baby (3:49)
9. Weapon of Prayer (3:08)
10. That's Where I Belong (2:50)
11. Feel Like Going Home (4:51)

## Personal
Brendan Croker - Guitarra y voz.
 
Guy Fletcher - Teclados, voz y programación de bajo y batería. 

Paul Franklin - Pedabro. 

Mark Knopfler - Guitarra y voz.
 
Steve Phillips - Guitarra y voz. 

## Información técnica
Productores: Guy Fletcher y Mark Knopfler

Ingeniero de sonido: Bill Schnee

- Datos: Q587292